# Magnus Svensson (hockey sur glace)
Pour les articles homonymes, voir Svensson et Magnus Svensson.
Magnus Svensson (né le 1er mars 1963 à Tranås) est un joueur professionnel suédois de hockey sur glace devenu entraîneur.

## Carrière en club
Formé au Tranås AIF, il commence en professionnel en 1983 avec le Leksands IF. Il est choisi en douzième ronde en 250e position par les Flames de Calgary lors du repêchage d'entrée 1987 dans la Ligue nationale de hockey. Le 29 septembre 1994, un échange l'envoie aux Panthers de la Floride. Il a joué 46 matchs de LNH tous avec les Panthers. En 1996, il revient à Leksand. Il a joué également trois saisons en Suisse dans la Ligue Nationale A. Il met un terme à sa carrière en 2002.

## Carrière internationale
Il a représenté la Suède. Il a participé aux Jeux olympiques de 1994 conclus par une médaille d'or. Il est médaillé d'or au championnat du monde 1987, d'argent en 1990, 1997 et de bronze en 1994.

## Statistiques
| Saison     | Équipe                 | Ligue       |    | Saison régulière | Saison régulière | Saison régulière | Saison régulière | Saison régulière |   | Séries éliminatoires | Séries éliminatoires | Séries éliminatoires | Séries éliminatoires | Séries éliminatoires |
| Saison     | Équipe                 | Ligue       | PJ | B                | A                | Pts              | Pun              | PJ               | B | A                    | Pts                  | Pun                  |                      |                      |
| 1985-1986  | Leksands IF            | Elitserien  | 36 | 6                | 9                | 15               | 62               | -                | - | -                    | -                    | -                    |                      |                      |
| 1988-1989  | Leksands IF            | Elitserien  | 39 | 15               | 22               | 37               | 40               | -                | - | -                    | -                    | -                    |                      |                      |
| 1989-1990  | Leksands IF            | Elitserien  | 26 | 11               | 12               | 23               | 60               | 1                | 0 | 0                    | 0                    | 0                    |                      |                      |
| 1990-1991  | HC Lugano              | LNA         | 44 | 18               | 23               | 41               | 0                | -                | - | -                    | -                    | -                    |                      |                      |
| 1991-1992  | Leksands IF            | Elitserien  | 22 | 4                | 10               | 14               | 32               | -                | - | -                    | -                    | -                    |                      |                      |
| 1992-1993  | Leksands IF            | Elitserien  | 37 | 10               | 17               | 27               | 36               | -                | - | -                    | -                    | -                    |                      |                      |
| 1993-1994  | Leksands IF            | Elitserien  | 39 | 13               | 16               | 29               | 22               | -                | - | -                    | -                    | -                    |                      |                      |
| 1994-1995  | Panthers de la Floride | LNH         | 19 | 2                | 5                | 7                | 10               | -                | - | -                    | -                    | -                    |                      |                      |
| 1994-1995  | HC Davos               | LNA         | 35 | 8                | 25               | 33               | 46               | 5                | 2 | 2                    | 4                    | 8                    |                      |                      |
| 1995-1996  | Panthers de la Floride | LNH         | 27 | 2                | 9                | 11               | 21               | -                | - | -                    | -                    | -                    |                      |                      |
| 1996-1997  | Leksands IF            | Elitserien  | 45 | 8                | 17               | 25               | 62               | 9                | 1 | 2                    | 3                    | 35                   |                      |                      |
| 1997-1998  | Leksands IF            | Elitserien  | 42 | 2                | 23               | 25               | 52               | -                | - | -                    | -                    | -                    |                      |                      |
| 1998-1999  | Leksands IF            | Elitserien  | 48 | 11               | 24               | 35               | 70               | 4                | 1 | 1                    | 2                    | 2                    |                      |                      |
| 1999-2000  | Rapperswil-Jona Lakers | LNA         | 42 | 7                | 25               | 32               | 44               | 6                | 1 | 2                    | 3                    | 8                    |                      |                      |
| 2000-2001  | Leksands IF            | Elitserien  | 50 | 4                | 6                | 10               | 52               | -                | - | -                    | -                    | -                    |                      |                      |
| 2001-2002  | Leksands IF            | Allsvenskan | 39 | 3                | 14               | 17               | 30               | -                | - | -                    | -                    | -                    |                      |                      |
| Totaux LNH | Totaux LNH             | Totaux LNH  | 46 | 4                | 14               | 18               | 31               | -                | - | -                    | -                    | -                    |                      |                      |